# 露西·韦斯特拉
露西·韦斯特拉（英語：Lucy Westenra），英国作家布拉姆·斯托克创作的小说《德古拉》中虚构人物。她是一位19岁的豪门名媛，也是小说中女主角米娜·哈克最好的朋友；露西是德古拉伯爵在英国制造的第一位受害者，她随后变成了一个强大的吸血鬼并最终被亚伯拉罕·范海辛等人消灭。
根据书中描写，露西乍一看像是“维多利亚时代女性”的典型，但她同时也具备后世女权主义者的一些显著特征。

## 艺术形象

### 小说
- 《德古拉》

### 影视剧

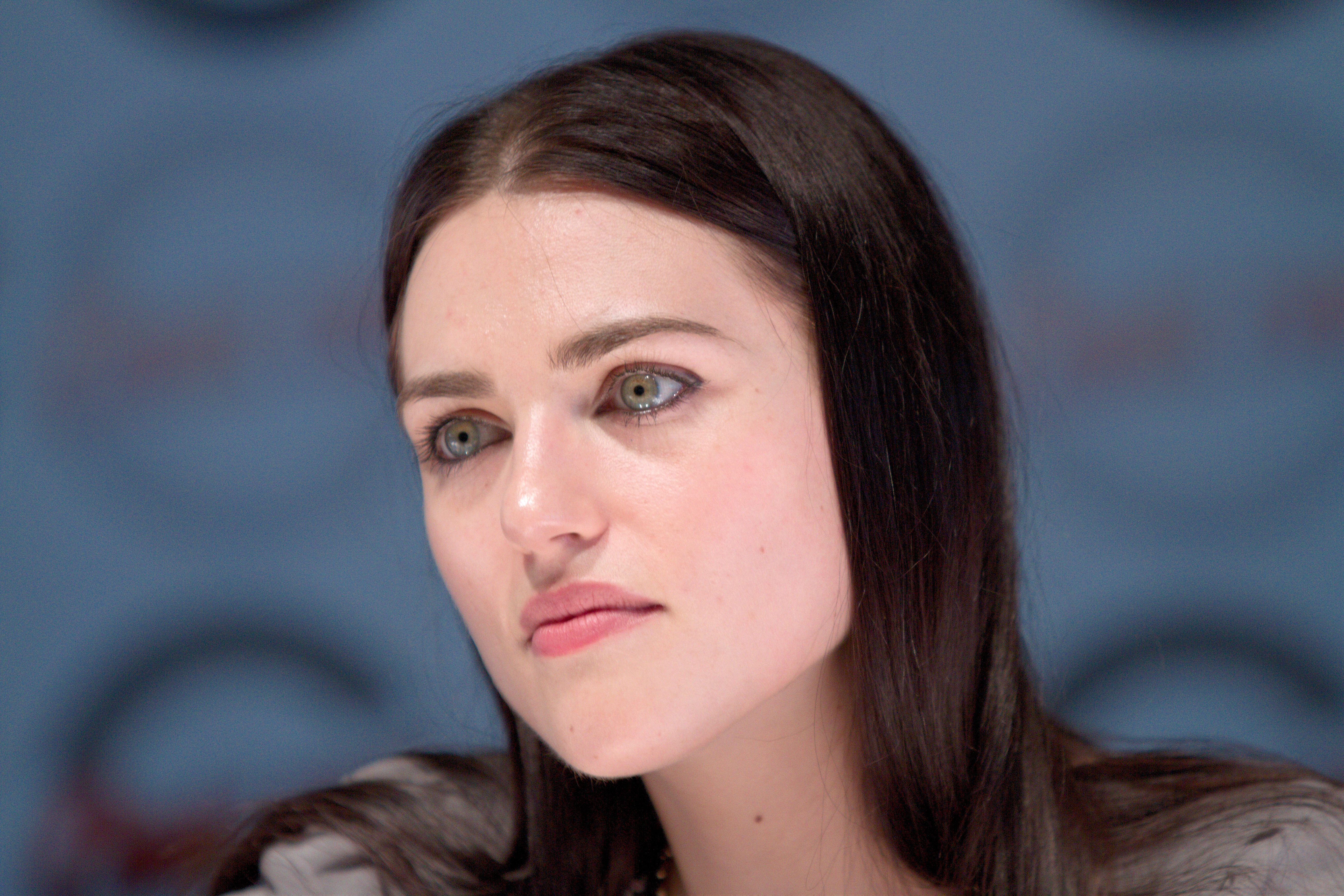
爱尔兰演员凯蒂·麦克格雷斯在NBC电视剧《德古拉》中饰演露西·韦斯特拉

- 英国女演员卡罗尔·马什（英语：Carol Marsh）在《德古拉（英语：Dracula (1958 film)）》中饰演露西·韦斯特拉（1958年电影）
- 苏珊·乔治（英语：Susan George (actress)）在《德古拉》中饰演露西·韦斯特拉，该系列中露西咬了米娜并将她转化为吸血鬼（1968年电视剧）
- 在丹·柯蒂斯（英语：Dan Curtis）拍摄的电影《布拉姆斯托克的德古拉（英语：Bram Stoker's Dracula (1974 film)）》中，由菲奥娜·刘易斯（英语：Fiona Lewis）饰演德古拉伯爵的转世爱人露西（该版本删去了原著中米娜这一角色）
- 萨迪·弗罗斯特（英语：Sadie Frost）在电影《吸血惊情四百年》中扮演了露西·韦斯特拉，该版本的露西相比较原著更显色情化，也更加魅惑诱人；她作为一个被宠坏的贵族千金，有时候说话天真可爱，但更多则流露出轻浮和傲慢的本性。
- 在NBC于2013年制作的《德古拉》系列，露西·韦斯特拉由凯蒂·麦克格雷斯饰演。露西在该系列中是双性恋，她对米娜怀有秘密的浪漫感情。
- 2020年BBC制作的迷你剧《德古拉》中，露西一角由莫菲德·克拉克扮演。

### 漫画
- 露西·韦斯特拉曾多次出现在漫威漫画系列中[3]，主要是由布拉姆·斯托克编纂的德古拉故事的改编（她的名字在漫画中偶尔拼写错误），露西在漫威宇宙官方手册（英语：Official Handbook of the Marvel Universe）中有一个单独条目[4]。
- 在2011年发布的Wildstorm/DC迷你漫画《维多利亚时代的亡灵（英语：Victorian Undead）》系列中[5]，露西作为一名吸血鬼少女在该作品里十分活跃。
- 意大利漫画《托波利诺（英语：Topolino）》改编的德古拉动画于2019年在美国出版，露西的角色被设计为一头拟人化的奶牛。

## 延伸阅读
- Browning, John Edgar; Picart, Caroline Joan (Kay). . McFarland. 2014: 50. ISBN 9780786462018.
- Cardullo, Bert. . University Press of America. 1987. ISBN 9780819161505.
- Ledger, Sallyl. . Manchester University Press. 1997. ISBN 9780719040931.
- Minot, Leslie Ann. . Maunder, Andrew; Moore, Grace  (编). . Routledge. 2017. ISBN 9781351875929.